# Vicente André Gomes
Vicente André Gomes (Recife, 18 de janeiro de 1952 — Recife, 8 de maio de 2020)  foi um médico e político brasileiro filiado ao Partido Socialista Brasileiro (PSB).

## Vida pessoal
Filho de Genny e Moacyr André Gomes, formou-se em Medicina pela Fundação de Ensino Superior de Pernambuco (FESP), no Recife, em 1978, possuía pós-Graduação em cardiologia pela Universidade Federal de Pernambuco (UFPE). Foi chefe do Serviço de Cardiologia da Santa Casa de Misericórdia do  Recife, além de coordenador médico do Centro de Diagnóstico do Recife, e chefe da UTI do Hospital dos Servidores do Estado de Pernambuco, no Recife.

## Carreira política
Foi eleito vereador do Recife por seis vezes. Tomou posse pela primeira vez em 1985, pelo Movimento Democrático Brasileiro (MDB).
Em 1994 foi eleito deputado federal por Pernambuco pelo Partido Democrático Trabalhista (PDT). Foi candidato a prefeito do Recife em 2002, mas não foi eleito. Voltou a ser eleito vereador do Recife em 2004 e em 2016, foi eleito presidente da Câmara Municipal. Posteriormente se filiou ao Partido Socialista Brasileiro (PSB).
Em abril de 2020 foi internado no Hospital Memorial São José e morreu no dia 8 de maio de 2020 de complicações da COVID-19. A Câmara Municipal do Recife decretou luto oficial de três dias pela morte do ex-vereador.